# تارون مارغريان
تارون أندرانيك مارغريان (17 أبريل 1978، يريفان) هو سياسي من أرميني. وهو رئيس بلدية يريفان الحادي عشر منذ أن نالت أرمينيا استقلالها عن الاتحاد السوفيتي.